# Samy Bourard
Samy Bourard (Luik, 29 maart 1996) is een Belgisch voetballer die doorgaans als middenvelder speelt.

## Carrière
Samy Bourard speelde in de jeugd van Sint-Truidense VV, CS Visé en RSC Anderlecht. Bij Anderlecht liet hij zich een paar keer positief opmerken in de UEFA Youth League met doelpunten tegen onder andere Borussia Dortmund, FC Porto en Sjachtar Donetsk. Ondanks de hoge verwachtingen slaagde Bourard er niet in om door te stromen naar het eerste elftal van Anderlecht, waarop hij in 2016 terugkeerde naar Sint-Truidense VV. Ook daar slaagde hij er niet meteen in om door te breken: onder trainer Ivan Leko kreeg hij geen speelkansen en verdween hij zelfs een tijdje naar de B-kern. Uiteindelijk maakte hij op 4 november 2017 onder trainer Jonas De Roeck zijn eersteklassedebuut in de met 4-4 gelijkgespeelde thuiswedstrijd tegen KAS Eupen. Door blessures speelde Bourard maar vijf wedstrijden in twee seizoenen voor Sint-Truidense VV.
In 2018 vertrok hij naar FC Eindhoven. Daar kreeg hij voor het eerst in zijn profcarrière veel speelminuten. Na twee seizoenen stapte hij over naar Eredivisionist ADO Den Haag. Daar kreeg hij in het begin van het seizoen 2020/21 nog veel basisplaatsen, maar dat minderde mettertijd. Om hem meer speeltijd te gunnen, liet de club hem in februari 2021 vertrekken naar het Hongaarse MOL Fehérvár FC. Nauwelijks een halfjaar later haalde ADO Den Haag hem terug, nadat zijn contract in Hongarije in onderling overleg werd ontbonden.

### Statistieken
| Seizoen                    | Club              | Land           | Competitie        | Competitie | Competitie | Beker | Beker | Totaal | Totaal |
| Seizoen                    | Club              | Land           | Competitie        | Wed.       | Dlp.       | Wed.  | Dlp.  | Wed.   | Dlp.   |
| -------------------------- | ----------------- | -------------- | ----------------- | ---------- | ---------- | ----- | ----- | ------ | ------ |
| 2016/17                    | Sint-Truidense VV | België         | Eerste klasse A   | 0          | 0          | 0     | 0     | 0      | 0      |
| 2017/18                    | Sint-Truidense VV | België         | Eerste klasse A   | 5          | 0          | 0     | 0     | 5      | 0      |
| 2018/19                    | FC Eindhoven      | Nederland      | Eerste divisie    | 31         | 4          | 1     | 0     | 32     | 4      |
| 2019/20                    | FC Eindhoven      | Nederland      | Eerste divisie    | 28         | 9          | 3     | 4     | 31     | 13     |
| 2020/21                    | ADO Den Haag      | Nederland      | Eredivisie        | 17         | 3          | 2     | 0     | 19     | 3      |
| 2020/21                    | MOL Fehérvár FC   | Hongarije      | Nemzeti Bajnokság | 5          | 0          | 1     | 0     | 6      | 0      |
| 2021/22                    | ADO Den Haag      | Nederland      | Eredivisie        | 31         | 8          | 3     | 0     | 34     | 8      |
| Carrièretotaal             | Carrièretotaal    | Carrièretotaal | Carrièretotaal    | 117        | 24         | 10    | 4     | 127    | 28     |
| Bijgewerkt t/m 3 juni 2022 |                   |                |                   |            |            |       |       |        |        |